# 鈴木實 (海軍軍人)
鈴木 實（すずき みのる  1910年（明治43年）4月20日- 2001年（平成13年）10月28日）は、大日本帝国海軍の軍人、実業家。海兵60期。帝国海軍での最終階級は海軍中佐。東京市・麹町生まれ。本籍は新潟県岩船郡村上本町。

## 生涯
府立一中時代は陸上競技部と剣道部に所属。また、陸上競技部では主将を務めた。同校卒業後一浪して海軍兵学校入校、60期卒。海兵60期の同期には、板谷隆一中佐、進藤三郎少佐、牧野三郎中佐（真珠湾攻撃時の加賀急降下爆撃隊指揮官にて戦死）、一中の後輩で海兵同期の兼子正少佐など。海兵在校中は、勉学に身が入らず、海兵の卒業席次は80番台であった（海兵60期は卒業時127名）。後に一期下に落第する野中五郎と親しくしていた。
1933年、少尉候補生としてアメリカへ。加古、金剛乗組を経て、1934年、第26期飛行学生（霞ヶ浦）。飛行学生26期の同期に、横山保（海兵59期）、進藤三郎、兼子正、山下政雄（以上海兵60期）ら。同修了後の1935年、館山航空隊へ戦闘機パイロットとして配属。翌1936年、第一航空戦隊の龍驤乗組み。小園安名指揮の下、九五式艦上戦闘機が主力機であった。

### 中国戦線

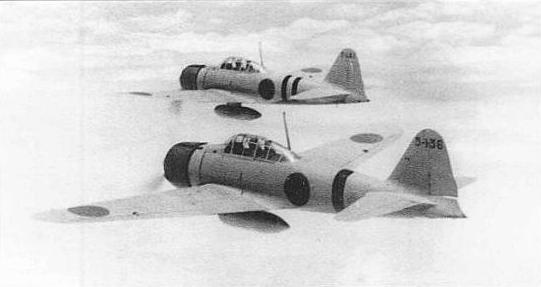
1941年5月26日、天水攻撃に向かう、鈴木實操縦する零戦11型（先頭）

1937年の日中戦争（支那事変）勃発後、一航戦は主に陸戦協力にあたっていた。同年8月22日、龍驤より兼子正指揮の4機が宝山上空でカーチス・ホークⅢ18機中6機を撃墜し、その翌23日、宝山上空で同じく龍驤より鈴木指揮の4機が哨戒中、カーチスホーク・ボーイングP-26混成27機編隊を発見、鈴木らは無傷で相手9機、鈴木はうち3機撃墜の戦果をあげた。第三艦隊司令長官の長谷川清中将より個人感状を授与され、また支那事変における論功行賞では、「殊勲甲の特」とされて功四級金鵄章を授与され、同時にハンモックナンバーが80番台から10番台に急上昇し、のちの少佐進級では60期の先頭組に入った。
1938年6月、海軍大尉に進級。佐伯空、大分空、鹿島空各分隊長を経て、1941年4月10日、第十二航空隊先任分隊長。同時期、12空には兼子正も所属。この頃、中国空軍は蘭州にて再建を図っていたため、十二空も山西省・運城飛行場（第15基地）に進出した。
同年5月20日以降、第5大隊のI-153 18機（うち1機は第4大隊）ほか軽爆撃機を陝西省の南鄭飛行場や近隣の成県飛行場・天水飛行場に避退させているとの情報を受け、24日、第1戦闘機隊の零戦9機（長：佐藤正夫大尉）、艦攻9機（長：駒形進也大尉）、天偵・誘偵（九八式陸上偵察機）各1機からなる南方隊、鈴木率いる第2戦闘機隊の零戦11機と誘偵2機からなる北方隊が組まれ、それぞれ南鄭飛行場、成県飛行場・天水飛行場の攻撃を命じられる。5月26日11：00、第2戦闘機隊は運城飛行場を発した。一方、南方隊の南鄭接近の報を受けた空軍第3路司令・張有谷は第5大隊を南鄭から天水飛行場に移動させた。鈴木ら北方隊が天水飛行場に到着すると第5大隊はまだ来ておらず、それを空中に避退していたと思いしばらく待ったが来ないため、諦めて引き返していたところで第5大隊と遭遇、本隊から分離した第3小隊の中瀬正幸一空曹、中仮屋国盛三空曹が鹽関上空にて計5機を撃墜した（中国側の記録では第5大隊副大隊長余平想機・分隊長張森義機の2機）。その後、成県飛行場へ向かったが視界不良のため飛行場を発見できず、念のため天水飛行場の上空に戻ってみたところ、給油中のI-153 17機とSB1機（中国側の記録ではI-153 16機）を発見、銃撃で全機破壊した。この出来事は「23機の中国軍機を撃墜」と大きく報じられ、8月12日、支那方面艦隊司令長官の嶋田繁太郎大将より二度目の個人感状を授与された。同年10月3日、第12回支那事変生存者論功行賞にて陸攻隊の入佐俊家少佐、和田鉄二郎少佐、戦闘機隊の兼子正大尉らと優賞者に叙せられる。
まもなくして、着陸時の飛行機事故で頚椎損傷の生死をさまよう重傷を負い、首も左に回らなくなった。また、マヒの後遺症は晩年まで残った。

### 太平洋戦線

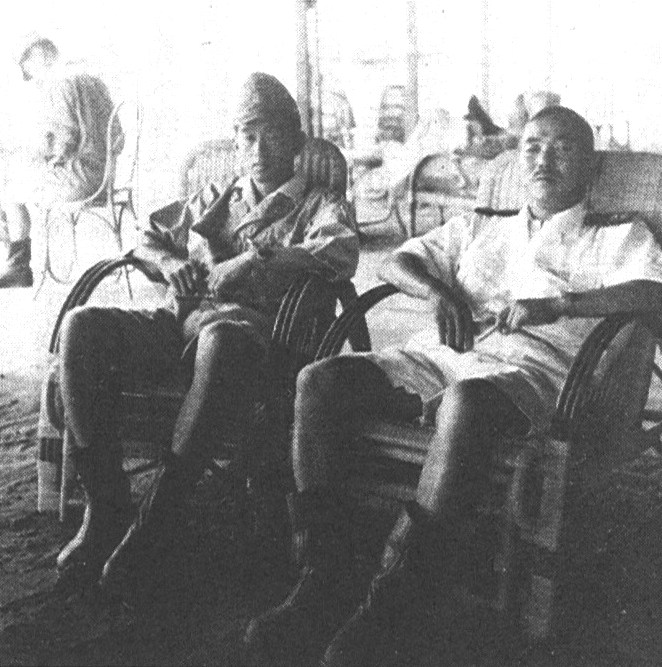
202空時代の鈴木（左）。右は岡村基春司令

真珠湾攻撃時はベッドの中にあった。1942年6月、少佐に進級。1943年3月から4月にかけて、石川信吾少将指揮の第二十三航空戦隊下、第二〇二海軍航空隊飛行隊長に配属され、戦地に復帰した。主に数次のポート・ダーウィン空襲に携わった（→ 日本のオーストラリア空襲も参照）。202航空隊は鈴木が髭を生やすように指示をしていたため、“ヒゲ部隊”とあだ名され、勇猛・強面部隊として知られていた。北アフリカ戦線でドイツ機を20機以上撃墜し勇名を馳せたクライブ・コールドウェル中佐指揮、スピットファイア3個飛行隊100機を想定して、450カイリの海上航法、編隊空戦法の向上など猛訓練に明け暮れていた。同年5月2日、一式陸攻25機と鈴木指揮の直掩零戦27機によるダーウィン空襲の帰路、スピットファイア33機と遭遇、味方損失無しで相手13機を撃墜した。同航空隊、なかでも鈴木指揮の下では、合計味方損失1機に対して、相手スピットファイア34機の戦果と、コールドウェル指揮のスピットファイヤー相手に圧倒的勝利を収めた。南東太平洋方面で零戦の力に翳りが見えていたのに対して、南西方面でのこの活躍は海軍航空史に特筆されるべきものとされている。
1944年2月から7月にかけて、テニアン、トラック諸島、グァム、ヤップ、ペリリュー、ワシレ、ソロン、ダバオと各地を転進。同年10月から、館山空、茂原空、神ノ池空、谷田部空と転進。1945年2月、二〇一空副長兼飛行長（台湾で二〇五空に改編）に着任し、玉井浅一らと共に主に神風特攻隊を送り出す立場となった。同年8月に中佐進級。魁作戦中止もあり、終戦を迎える。接収に赴いた第22地区司令官・張柏壽中校から中国空軍への雇い入れを打診されるが断り、同年12月31日台湾より帰国。

### 戦後
帰国後、元上官の伝手で横須賀の西松組（現・西松建設）下請けのトラック運転手となったが、1947年2月10日、指定配給物資配給手続規程の公布施行により石油製品が配給制となったためガソリンが手に入らなくなり、仕事が激減した。同年3月に上京し、従兄がキングレコードの総務部長を務めていたことから職場を訪ねると、そこで専務・小倉政博が戦時中にセレベス民政部司政官で面識があったことから意気投合、同日のうちに講談社の野間省一に引き合わされ、貿易会社として準備中の子会社・キング商事に国内貿易課長として入社。翌1948年、キングレコードの販売課長に転じる。1954年大阪支店長、1960年に営業部長。その後、営業本部長、洋楽本部長を歴任。68歳となる1978年に常務取締役 営業本部長兼洋楽本部長から顧問に転じ、一線を退いた。音楽については詳しくなく興味もなかったが、大阪時代に大月みやこを見出し、カーペンターズやセルジオ・メンデス、リカルド・サントス、レイモン・ルフェーブルなどを手掛けることとなり、昭和50年代のFM東京「ジェットストリーム」などでのムード音楽（イージーリスニング）ブームの仕掛け人の一人とされている。
2001年（平成13年）10月28日死去。91歳没。遺族に「葬式一切不用」「遺灰はアラフラ海に捲いてくれ」と遺言を残した。